# Soupisky hokejových reprezentací na MS 2005
Soupisky hokejových reprezentací na MS 2005 uvádějí seznamy hráčů nejúspěšnějších reprezentačních hokejových mužstev, která se zúčastnila Mistrovství světa v ledním hokeji 2005.

## Medailisté

### Soupiska českého týmu
- Trenéři Vladimír Růžička, Ondřej Weissmann, Radim Rulík, Marian Jelínek

| Brankáři | Tomáš Vokoun      | HIFK Hockey             |
|          | Milan Hnilička    | Bílí Tygři Liberec      |
|          | Adam Svoboda      | Nürnberg Ice Tigers     |
| Obránci  | Jiří Šlégr        | HC Chemopetrol Litvínov |
|          | Tomáš Kaberle     | HC Rabat Kladno         |
|          | Pavel Kubina      | HC Vítkovice Steel      |
|          | Jaroslav Špaček   | HC Slavia Praha         |
|          | Marek Židlický    | HIFK Hockey             |
|          | Jiří Fischer      | Bílí Tygři Liberec      |
|          | František Kaberle | MODO Hockey             |
|          | Jan Hejda         | CSKA Moskva             |
| Útočníci | Jaromír Jágr      | Avangard Omsk           |
|          | Petr Čajánek      | HC Hamé Zlín            |
|          | Martin Ručinský   | HC Chemopetrol Litvínov |
|          | Radek Dvořák      | HC České Budějovice     |
|          | Václav Prospal    | HC České Budějovice     |
|          | Martin Straka     | HC Lasselsberger Plzeň  |
|          | Aleš Hemský       | HC Moeller Pardubice    |
|          | David Výborný –   | HC Sparta Praha         |
|          | Jan Hlaváč        | HC Sparta Praha         |
|          | Petr Sýkora       | Metallurg Magnitogorsk  |
|          | Josef Vašíček     | HC Slavia Praha         |
|          | Václav Varaďa     | HC Vítkovice Steel      |
|          | Radim Vrbata      | Bílí Tygři Liberec      |
|          | Petr Průcha       | HC Moeller Pardubice    |

### Soupiska kanadského týmu
- Trenéři Mark Habscheid, Tom Renney, Craig MacTavish

| Brankáři | Martin Brodeur   | New Jersey Devils     |
|          | Roberto Luongo   | Florida Panthers      |
|          | Marty Turco      | Djurgårdens IF Hockey |
| Obránci  | Scott Hannan     | San Jose Sharks       |
|          | Ed Jovanovski    | Vancouver Canucks     |
|          | Wade Redden      | Ottawa Senators       |
|          | Robyn Regehr     | Calgary Flames        |
|          | Dan Boyle        | Djurgårdens IF Hockey |
|          | Chris Phillips   | Brynäs IF             |
|          | Sheldon Souray   | Färjestad BK          |
|          | Jamie Heward     | SCL Tigers            |
| Útočníci | Shane Doan       | Phoenix Coyotes       |
|          | Simon Gagne      | Philadelphia Flyers   |
|          | Kirk Maltby      | Detroit Red Wings     |
|          | Patrick Marleau  | San Jose Sharks       |
|          | Ryan Smyth –     | Edmonton Oilers       |
|          | Scott Walker     | Nashville Predators   |
|          | Joe Thornton     | HC Davos              |
|          | Rick Nash        | HC Davos              |
|          | Kris Draper      | Detroit Red Wings     |
|          | Brenden Morrow   | Dallas Stars          |
|          | Mike Fisher      | EV Zug                |
|          | Dany Heatley     | Ak Bars Kazaň         |
|          | Brendan Morrison | Linköpings HC         |

### Soupiska ruského týmu
- Trenéři Vladimir Krikunov, Vladimir Jurzinov, Boris Michajlov

| Brankáři | Maxim Sokolov       | Avangard Omsk              |
|          | Sergej Zvjagin      | CHK Neftěchimik Nižněkamsk |
| Obránci  | Denis Denisov       | Ak Bars Kazaň              |
|          | Sergej Gusev        | Avangard Omsk              |
|          | Dmitrij Kalinin     | Metallurg Magnitogorsk     |
|          | Alexandr Karpovcev  | Lokomotiv Jaroslavl        |
|          | Andrej Markov       | HK Dynamo Moskva           |
|          | Vitalij Proškin     | Ak Bars Kazaň              |
|          | Alexandr Rjazancev  | Lokomotiv Jaroslavl        |
|          | Sergej Vyšedkejevič | HK Dynamo Moskva           |
| Útočníci | Maxim Afinogenov    | HK Dynamo Moskva           |
|          | Pavel Dacjuk        | HK Dynamo Moskva           |
|          | Fjodor Fjodorov     | Metallurg Magnitogorsk     |
|          | Alexandr Charitonov | HK Dynamo Moskva           |
|          | Alexej Jašin        | Lokomotiv Jaroslavl        |
|          | Ilja Kovalčuk       | Ak Bars Kazaň              |
|          | Alexej Kovaljov –   | Ak Bars Kazaň              |
|          | Viktor Kozlov       | HK Lada Toljatti           |
|          | Jevgenij Malkin     | Metallurg Magnitogorsk     |
|          | Ivan Něprjajev      | Lokomotiv Jaroslavl        |
|          | Alexandr Sjomin     | HK Lada Toljatti           |
|          | Alexandr Ovečkin    | HK Dynamo Moskva           |
|          | Sergej Zinovjev     | Ak Bars Kazaň              |

### Soupiska švédského týmu
- Trenéři Bengt-Ake Gustafsson, Tommy Samuelsson, Jan Karlsson

| Brankáři | Johan Holmqvist    | Brynäs IF             |
|          | Stefan Liv         | HV71                  |
|          | Henrik Lundqvist   | Frölunda HC           |
| Obránci  | Christian Bäckman  | Frölunda HC           |
|          | Magnus Johansson   | Linköpings HC         |
|          | Kenny Jönsson      | Rögle BK              |
|          | Niklas Kronwall    | Grand Rapids Griffins |
|          | Sanny Lindström    | Timrå IK              |
|          | Mattias Norström   | AIK Stockholm         |
|          | Thomas Rhodin      | Fribourg-Gottéron     |
|          | Ronnie Sundin      | Frölunda HC           |
| Útočníci | Daniel Alfredsson  | Frölunda HC           |
|          | Per-Johan Axelsson | Frölunda HC           |
|          | Johan Franzén      | Linköpings HC         |
|          | Jonathan Hedström  | Timrå IK              |
|          | Jonas Höglund      | Färjestad BK          |
|          | Jörgen Jönsson –   | Färjestad BK          |
|          | Magnus Kahnberg    | Frölunda HC           |
|          | Peter Nordström    | Färjestad BK          |
|          | Samuel Påhlsson    | Frölunda HC           |
|          | Mikael Samuelsson  | Södertälje SK         |
|          | Daniel Sedin       | MODO Hockey           |
|          | Henrik Sedin       | MODO Hockey           |
|          | Mattias Weinhandl  | MODO Hockey           |
|          | Henrik Zetterberg  | Timrå IK              |

### Soupiska slovenského týmu
- Trenéři František Hossa, Ľubomír Pokovič, Róbert Švehla

| Brankáři | Rastislav Staňa   | Södertälje SK        |
|          | Ján Lašák         | HC Moeller Pardubice |
|          | Karol Križan      | HKM Zvolen           |
| Obránci  | Zdeno Chára       | Färjestad BK         |
|          | Radoslav Suchý    | HK SKP Poprad        |
|          | Martin Štrbák     | CSKA Moskva          |
|          | René Vydarený     | HC Slovan Bratislava |
|          | Ľubomír Višňovský | HC Slovan Bratislava |
|          | Ivan Majeský      | HC Sparta Praha      |
|          | Richard Lintner   | Fribourg-Gottéron    |
|          | Dominik Graňák    | HC Slavia Praha      |
|          | Jaroslav Obšut    | Luleå HF             |
| Útočníci | Žigmund Pálffy    | HC Slavia Praha      |
|          | Jozef Stümpel     | HC Slavia Praha      |
|          | Miroslav Šatan –  | HC Slovan Bratislava |
|          | Marián Gáborík    | HK Dukla Trenčín     |
|          | Marián Hossa      | HK Dukla Trenčín     |
|          | Pavol Demitra     | HK Dukla Trenčín     |
|          | Michal Handzuš    | HKM Zvolen           |
|          | Richard Zedník    | HKM Zvolen           |
|          | Vladimír Országh  | HKM Zvolen           |
|          | Ľuboš Bartečko    | HK Dynamo Moskva     |
|          | Marcel Hossa      | Mora IK              |
|          | Juraj Štefanka    | HC Vitkovice Ostrava |
|          | Peter Pucher      | HC Znojemští Orli    |

### Soupiska amerického týmu
- Trenéři Peter Laviolette, John Tortorella, Keith Allain

| Brankáři | Rick DiPietro      | New York Islanders  |
|          | Ty Conklin         | Grizzlys Wolfsburg  |
|          | Tim Thomas         | Jokerit             |
| Obránci  | Brett Hauer        | EV Zug              |
|          | Aaron Miller       | Los Angeles Kings   |
|          | Jordan Leopold     | Calgary Flames      |
|          | Andy Roach         | HC Lugano           |
|          | John-Michael Liles | Iserlohn Roosters   |
|          | Paul Martin        | Fribourg-Gottéron   |
|          | Ryan Suter         | Milwaukee Admirals  |
|          | Hal Gill           | Lukko Rauma         |
| Útočníci | Mike Modano        | Dallas Stars        |
|          | Jeff Halpern       | EHC Kloten          |
|          | Brian Gionta       | Albany River Rats   |
|          | Mike York          | Iserlohn Roosters   |
|          | Richard Park       | SCL Tigers          |
|          | David Legwand      | EHC Basel           |
|          | Erik Cole          | Eisbären Berlín     |
|          | Yan Stastny        | Nürnberg Ice Tigers |
|          | Zach Parise        | Albany River Rats   |
|          | Mike Knuble        | Linköpings HC       |
|          | Adam Hall          | KalPa               |
|          | Kevyn Adams        | Düsseldorfer EG     |
|          | Mark Parrish       | New York Islanders  |
|          | Doug Weight –      | Frankfurt Lions     |

### Soupiska finského týmu
- Trenéři Timo Jutila, Risto Dufva, Hannu Virta

| Brankáři | Fredrik Norrena     | Linköpings HC             |
|          | Pasi Nurminen       | Malmö Redhawks            |
|          | Niklas Bäckström    | Oulun Kärpät              |
| Obránci  | Lasse Kukkonen      | Oulun Kärpät              |
|          | Petteri Nummelin    | HC Lugano                 |
|          | Kimmo Timonen       | KalPa                     |
|          | Ossi Vaananen       | Jokerit                   |
|          | Antti - Jussi Niemi | Frölunda HC               |
|          | Jere Karalahti      | HIFK Hockey               |
|          | Toni Soderholm      | HIFK Hockey               |
| Útočníci | Pekka Saravo        | Tappara Tampere           |
|          | Jussi Jokinen       | Oulun Kärpät              |
|          | Olli Jokinen        | HIFK Hockey               |
|          | Niklas Hagman       | HC Davos                  |
|          | Ville Peltonen –    | HC Lugano                 |
|          | Petri Pakaslahti    | Jokerit                   |
|          | Mikko Eloranta      | SC Rapperswil-Jona Lakers |
|          | Riku Hahl           | HPK Hameenlinna           |
|          | Jari Viuhkola       | Oulun Kärpät              |
|          | Jukka Hentunen      | Fribourg-Gottéron         |
|          | Timo Parssinen      | HIFK Hockey               |
|          | Jani Rita           | HPK Hameenlinna           |
|          | Jarkko Ruutu        | HIFK Hockey               |
|          | Niko Kapanen        | EV Zug                    |
|          | Tomi Kallio         | Frölunda HC               |